# Междуправителствен панел за климатични промени
Междуправителственият панел за климатични промени (МПКП) (на английски: Intergovernmental Panel on Climate Change, IPCC) е научна и междуправителствена организация в структурата на Общността на обединените нации, сформирана по настояване на правителствата на страните-членки, която се опитва да определи количествено промените в климата, настъпили от началото на 20 век и да представи произтичащите от това рискове. Панелът поставя специален акцент върху данните за глобалното затопляне. Организацията е първоначално основана през 1988 година от две организации на ООН – Световната метеорологична организация и Програмата за околната среда на ООН. Впоследствие получава санкцията на Общото събрание на ООН с Резолюция 43/53. Членството в МПКП е отворено за всички членове на двете организации. Панелът издава доклади, които подкрепят Рамковата конвенция на ООН за климатичните промени, която е основният международен договор, свързан с промените на климата. Основната цел на рамковата конвенция е „да стабилизира концентрациите на парникови газове в атмосферата до ниво, което би предотвратило опасно антропогенно смущение на климатичната система“. Докладите на панела включват „научната, техническата и социоикономическата информация, свързана с разбирането на научната основа на риска от причинени от човека климатични промени, техните потенциални влияния и възможностите за адаптация и смекчаване на риска“.
Панелът не провежда собствени научни изследвания, нито извършва собствен мониторинг на климата и климатичните явления. Панелът основава оценките си на публикувани литературни източници, които включват както преминали, така и непреминали процес на рецензиране източници. Включва три работни групи, които отделно разглеждат различните аспекти на изменението на климата. Докладите се наблюдават от стотици външни експерти, които изпращат своите коментари до групата.
Хиляди учени и експерти допринасят – на доброволчески начала, без заплащане от МПКП – към изготвянето и рецензирането на докладите, които след това се предоставят за преглед от националните правителства. Докладите на МПКП съдържат резюмета за лицата, отговорни за изготвянето на национални политики, и те са обект на одобрение от делегатите на всички участващи в панела правителства. Обичайно, това означава представители на повече от 120 държави.
Панелът публикува четири доклада за оценка през 1990, 1995, 2001 и 2007 г. Допълнителен доклад е публикуван през 1992 г. Наред с пълния доклад, панелът публикува резюме, предназначено за политиците по целия свят. Например лорд Рийз, президент на Кралското общество, най-уважаваната научна институция на Обединеното кралство, аргументира: „IPCC е водещият световен авторитет в световен мащаб по изменението на климата“.
МКПКП е международно приет авторитет по климатичните промени, чиито доклади са резултат на консенсуса между водещи учени-климатолози и участващите в панела правителства. През 2007 година Нобеловият комитет разделя поравно Нобеловата награда за мир между американския политик Ал Гор и Междуправителствения панел за климатични промени.